# کوندراتوفسکایا
کوندراتوفسکایا (به لاتین: Kondratovskaya) یک منطقهٔ مسکونی در روسیه است که در استان آرخانگلسک واقع شده‌است.